# Erzbistum Eauze
Das Erzbistum Eauze (lat.: Archidioecesis Elusensis) war eine in Frankreich gelegene römisch-katholische Erzdiözese mit Sitz in Eauze (Elusa).

## Geschichte

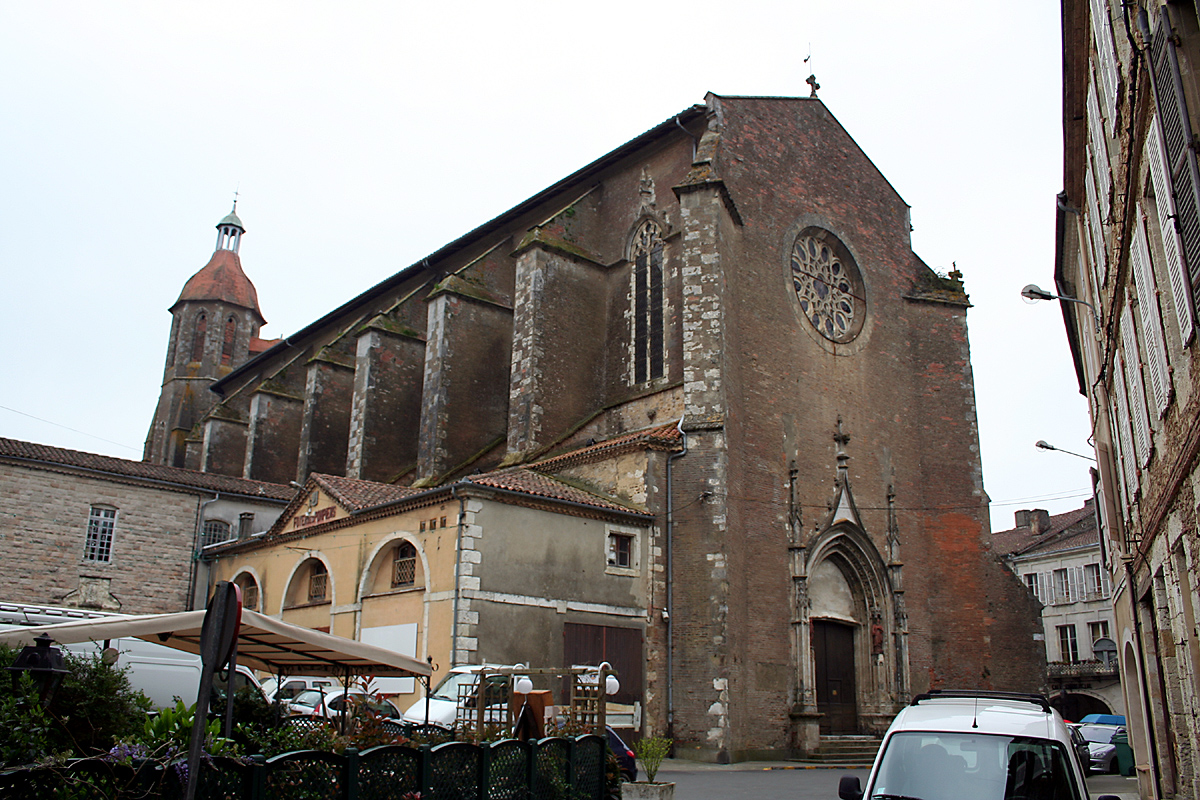
Sog. Kathedrale St. Luperc in Eauze

Synode von Eauze 551

Die Erzdiözese wurde im 3. Jahrhundert errichtet. Erster Erzbischof war Paterno. Erzbischof Aspasius berief im Jahre 551 eine Synode in Eauze ein, an der acht weitere Bischöfe teilnahmen.
Im Jahre 879 wurde das Erzbistum Eauze aufgelöst und sein Territorium wurde mit dem des Bistums Auch zum Erzbistum Auch vereinigt.

## Erzbischöfe von Eauze
- Hl. Paternus
- Hl. Lupercus (oder Luperculus)
- Hl. Servandus
- Hl. Optatus
- Hl. Pompidianus (?)
- Taurinus († 5. September 313)
- Mamertinus † (314 erwähnt)
- N. († 469)
- Clarus (506 erwähnt)
- Leontius (511 erwähnt)
- Hl. Aspasius (533–551)
- Labanus (573–585)
- Desiderius (585)
- Leodomundus (614 erwähnt)
- Senozius (625–626)
- Paternus (um 662)
- Scupilius (663 erwähnt)